# Horní Dubňany
Horní Dubňany là một làng thuộc huyện Znojmo, vùng Jihomoravský, Cộng hòa Séc.